# Морохів
Морохів (пол. Morochów) — лемківське село в Польщі, у гміні Загір'я Сяноцького повіту Підкарпатського воєводства.
Населення — 282 особи (2011).

## Розташування
Знаходиться 8 км. на південний захід від Загір'я, 8 км. на південь від Сяніка  і 63 км. на південь від Ряшева, неподалік річки Ослава.
Через село пролягає залізниця № 107 (в селі наявний перестанок) і повітова шосейна дорога № 2229R Прусік-Височани.

## Назва
У 1977-1981 рр. в ході кампанії ліквідації українських назв село називалося Мрочкув (пол. Mroczków).

## Історія
Перша письмова згадка про Морохів припадає на 1402 рік. У документі від 1468 описано про проведення межі між селами Чашин, Пораж і Морохів.
У XVII столітті власником Пельні був Ян Мороховський, який був родом з цього села.
12 листопада 1872 року через село пролягла залізниця.
Морохів є одним з перших місць гірського нафтодобування. Видобуток нафти було припинено в 1884 році, коли свердловина вичерпала свої ресурси.
У 1898 році село посідало 5,09 км², нараховувало 59 господарств і 373 мешканці.
До 1903 року Антоній Лісовєцький був власником 274,5 га, а його спадкоємці продали маєток юристові Артуру Гольдгаммеру.
У 1918—1919 роках разом з іншими 33 селами входило до складу Команчанської Республіки.
Село відзначалося національною свідомістю, у міжвоєнний період тут діяв осередок Товариства Рідної школи.
В 1939 р. в селі було переважно лемківське населення: з 580 жителів села — 550 українців, 15 поляків і 15 євреїв. Село належало до об'єднаної сільської ґміни Щавне Сяніцького повіту Львівського воєводства.
У вересні 1944 року під час Карпатсько-Дукельської військової операції у селі базувалась німецька 96 піхотна дивізія, яка обороняла позиції від наступу зі сходу радянського 67 стрілецького корпусу і 107 стрілецької дивізії.
До 1947 р. в селі була греко-католицька парохія Буківського деканату. Метричні книги велися з 1784 р.
Після часткового виселення українців з Польщі до УРСР 1944–1946 років під час так званої операції «Вісла» у 1947 депортовано на понімецькі землі з Морохова 311 українців. Зараз переважну більшість мешканців Морохова сьогодні становлять поляки.
Починаючи з 2002 року тут з ініціативи Цєшинської Театральної Студії щороку у літній період відбуваються мистецькі пленери у рамках Школи культурної спадщини пограниччя.
У 1975-1998 роках село належало до Кросненського воєводства.

## Церква
У 1837 на місці старої греко-католицької церкви була збудована нова дерев'яна Преображення Господнього. У підпорядкуванні місцевій парафії були церкви у селах Завадка Морохівська, Мокре, Небещани, Пораж і Ратнавиця. Парафія входила до складу Сяноцького деканату Перемишльської єпархії УГКЦ, а протягом 1934—1947 років — Апостольської Адміністрації.
З 1961 року церква була передана православним і досі функціонує як православна парафія Польської православної церкви.

## Мешканці
Прізвища мешканців села у XIX столітті: Адамовський, Барнят, Бендза, Богач, Бойко, Брачко, Вовчак, Волончук, Гаман, Гармач, Данко, Дзюлик, Дубик, Каспрук, Козак, Кондрат, Кєлтика, Мадей, Мовчан, Окса, Оснавський, Островський, Перун, Пішко, Платош, Попович, Потелицький, Радецький, Сас, Сенцьо, Семенюк, Семчук, Урам, Фаль, Хруставка, Цап, Чапик, Шамра, Штука, Ясківка

## Демографія
Демографічна структура станом на 31 березня 2011 року:
|          | Загалом | Допрацездатний вік | Працездатний вік | Постпрацездатний вік |
| -------- | ------- | ------------------ | ---------------- | -------------------- |
| Чоловіки | 142     | 33                 | 94               | 15                   |
| Жінки    | 140     | 25                 | 89               | 26                   |
| Разом    | 282     | 58                 | 183              | 41                   |